# 文京區
文京区（日语：／ Bunkyō ku */?）是日本東京都的23个特别區之一，劃分上屬於23區西部，實際位於中央偏北的位置，現任區長是成澤廣修。文京區的面積11.29平方千米，在23區中位列倒数第4，佔東京都區部的50分之一。
該區以文化教育機關和住宅街區為主，有“文之京”的美名。從明治時期以来，這裡居住過夏目漱石、森鷗外、宮澤賢治等著名的文人、學者和政治家。除此以外出版、印刷業也很繁盛，並设有先進醫療設施和大型醫院。區內著名的設施包括日本最高學府東京大學本部（本鄉校區）、東京巨蛋和講道館等，六义园、后乐园和小石川植物園等古老而寬廣的日本庭園也坐落於文京區内。

## 人口
| 文京區人口分布圖 |                                               |  |
| 文京區與日本全國年齡別人口分布比較圖 （2005年資料） | 文京區的年齡、男女別人口分布圖 （2005年資料） |  |
| ■紫色是文京區 ■綠色是全国 | ■藍色是男性 ■紅色是女性                       |  |
| 文京區人口變化 \| 1970年 \| 234,326人 \| \| \| 1975年 \| 216,250人 \| \| \| 1980年 \| 202,351人 \| \| \| 1985年 \| 195,876人 \| \| \| 1990年 \| 181,269人 \| \| \| 1995年 \| 172,474人 \| \| \| 2000年 \| 176,017人 \| \| \| 2005年 \| 189,632人 \| \| \| 2010年 \| 206,626人 \| \| \| 2015年 \| 219,724人 \| \| \| 2020年 \| 240,069人 \| \| |                                               |  |
| 資料來源：日本總務省統計中心提供之人口普查數據 |                                               |  |
| 1970年 | 234,326人                                     |  |
| 1975年 | 216,250人                                     |  |
| 1980年 | 202,351人                                     |  |
| 1985年 | 195,876人                                     |  |
| 1990年 | 181,269人                                     |  |
| 1995年 | 172,474人                                     |  |
| 2000年 | 176,017人                                     |  |
| 2005年 | 189,632人                                     |  |
| 2010年 | 206,626人                                     |  |
| 2015年 | 219,724人                                     |  |
| 2020年 | 240,069人                                     |  |

### 日夜人口差
2005年夜間人口（居住者）為189,564人，區外通勤者與通學生、居住者在內的區内日間人口達336,229人，為夜間人口的1.774倍。

## 地理
文京區位於東京都東部、皇居北側。區內有武藏野台地斜坡、神田川等沿岸低地、5台地（關口台、小日向台、小石川台、白山台、本鄉台）與谷地等地形。海拔最低處是後樂一丁目，約3.1公尺。最高處在大塚五丁目附近，約34公尺。面積11.31平方公里，是第四小的特別區。

## 历史
考古学家认为目前文京区的位置开始有人类居住的历史可以溯及18,000年前的旧石器时代，区内有多处繩文時代的遗迹出土确认，尤其在本乡高地周边发现了大量贝塚和繩文式土器。1884年（明治17年），在本乡向丘弥生町（现在的弥生一丁目）的贝塚中发现的土器被依发现地而称为“弥生式土器”，这即是后来演变而成的弥生时代称谓的由来。1896年（明治29年）在六义园至本乡通的东侧（现在的本驹込五丁目）又出土了弥生后期的遗迹。至今为止，在文京区和丰岛区的接壤地区已经确认了大片的历史遗迹出土。
进入战国时代后，屬於上杉氏管轄的地区，并受到太田氏、丰岛氏等豪族的影响，而后又成为後北條氏勢力范围。1590年（天正18年）豐臣秀吉打败後北條氏之后，將德川家康的領地遷往江户，文京区的地界因而设立諸多武家住宅及寺庙、神社，埋葬德川家康生母的傳通院 ，以及由德川綱吉之母桂昌院創建的護國寺都座落此地；後來，德川御三家之一，被稱為水户黄门的德川光圀更在此修造水户德川家屋敷。幕府第三代将军德川家光的乳母春日局和大奧中的女官音羽等都在文京区地界内受领过土地，“春日”、“音羽”等地名也一直沿用至今。大政奉还后，第十五代将军德川庆喜在区界内的旧小日向地区居住。日本的学校教育发祥地汤岛圣堂和幕府直辖的教学机构昌平坂学问所也设在文京区的地界内。
进入江户时代的文京区，起初由于区内大量的武家领地，使得町人街市的发展受到了很大的妨碍。在中期后，很多地区都进行了市街化的改造，后期在中山道的街道两侧商店林立，商业得到了很大发展。在进入明治时期以后，广大的武家宅地遗址大部分转为教育机构和军事设施使用。1877年（明治10年）4月12日，东京大学在加贺前田氏的领地遗址上设立，四周集结了大量的出版社等机构，坪内逍遥、森鷗外、夏目漱石、樋口一葉等著名文人也在附近居住。连同先前设立的东京师范学校（现筑波大学大塚校区）和东京女子师范学校（现御茶水女子大學），文京区体现出鲜明的文教地区特色。1878年（明治11年），根据郡区町村編制法成立了属于東京15區的小石川区和本乡区两个区划单位。
1937年（昭和12年），在东京炮兵工厂的遗址上设立了后乐园球场，是今天东京巨蛋的前身，二战后成为文京区职业棒球复兴和市民娱乐的重要地点。1947年（昭和22年），根据市街地编成计划，小石川区和本乡区合并成立了文京区，区名“文京”作为“文教之府”的形象被原有两区的区议会一致同意采用。

### 節日、活動

#### 文京花之五大祭

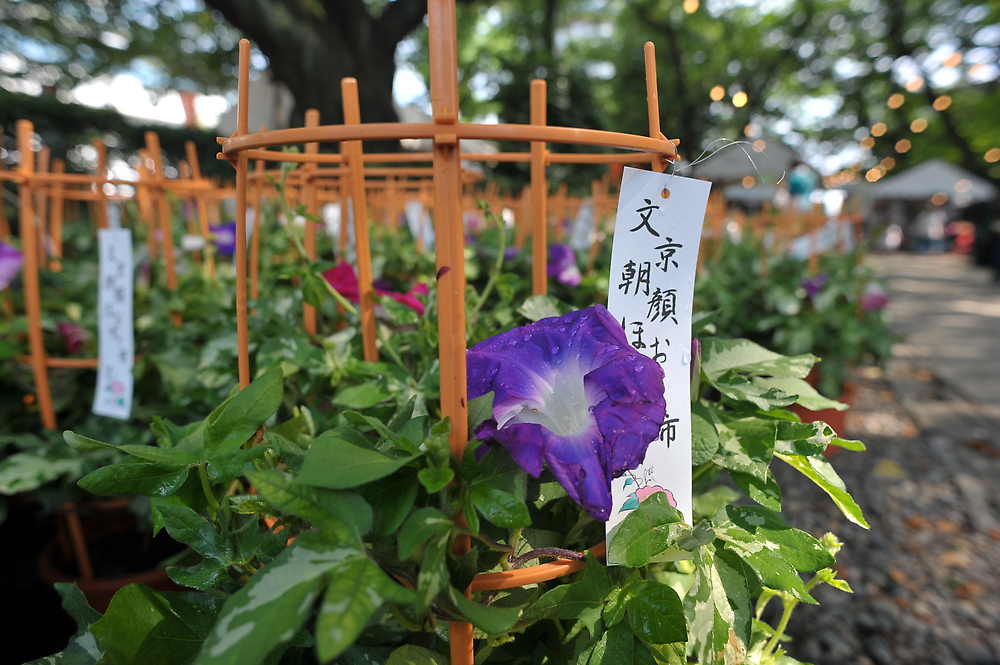
文京朝顔、鬼燈市

- 文京梅祭（毎年2月8日 - 3月8日、湯島天滿宮內）
- 文京櫻花祭（毎年4月初旬、播磨坂櫻花木林）
- 文京杜鵑花祭（毎年5月頃、根津神社內）
- 文京繡球花祭（毎年6月頃、白山神社內）
- 文京菊祭（毎年11月1日～23日、湯島天滿宮內）

#### 活動
- 文京朝顔、鬼燈市（7月、傳通院（朝顔市會場）與源覺寺（鬼燈市會場））
- 根津、千駄木下町祭（10月、根津與千駄木）
- 文京一葉忌（11月23日、法真寺）

## 区划
文京区大致可以按原有的小石川区和本乡区进行划分，邮政编码的前三位分别为112和113。

### 小石川地域
- 大塚
- 音羽
- 春日
- 小石川（小石川，こいしかわ）
- 後樂
- 小日向（小日向，こひなた）
- 水道
- 關口
- 千石
- 白山（一部）
- 目白台（目白台，めじろだい）

### 本乡地域
- 千駄木（千駄木，せんだぎ）
- 西片
- 根津
- 白山（一部）
- 本駒込（本駒込，ほんこまごめ）
- 本鄉
- 向丘
- 彌生
- 湯島

## 经济
印刷及其关联行业在文京区的工业中占有决定性的地位，其销售营业额超过文京区内所有行业总计的80%。除了该行业外，由于区内有较多医疗设施，又邻近秋叶原，电子和精密仪器在文京区的工业中也占有比较大的比重。

### 車牌號碼
文京區為練馬號碼（東京運輸支局練馬自動車檢查登錄事務所）。
練馬號碼地區
新宿區、文京區、中野區、杉並區、豐島區、北區、板橋區、練馬區。

### 有線電視
- 東京Cable Network（日语：東京ケーブルネットワーク）(TCN) - 提供區域包括千代田區、荒川區

## 行政

### 區長
- 成澤廣修（第二任）
- 任期:2015年4月26日

### 區議會
- 席次: 34人
- 任期:2015年4月30日

### 姐妹城市、提攜都市
- 德国 凯撒斯劳滕（德国莱茵兰-普法尔茨州，1988年─）
- 日本 島根縣津和野町
  - 2012年10月1日相互協力、災害應援協定

## 公共設施
- 文京市民中心（文京區役所所在地。文京區春日1-16-21）
- 文京文娛廳（文京市民中心內。文京區春日1-16-21）
- 飯田橋公共職業安定所（HelloWork飯田橋）（後樂1-9-20）
  - 管轄地區還包括許多企業總部所在的中央區與千代田區，是日本最大規模的「HelloWork」。

警視廳：區內警察署4所、交番（相當於台灣的派出所）21處、派出所（不等於台灣的派出所，是有特殊要求才設置）1處。
- 駒込警察署（本駒込2-28-18）
  - 上富士前交番（本駒込5-3-4）
  - 動坂交番（本駒込3-18-16）
  - 団子坂交番（千駄木3-31-11）
  - 浅嘉交番（本駒込1-1-14）
- 富坂警察署（小石川2-14-2）
  - 春日交番（春日1-16-28）
  - 後樂交番（後樂2-1-8）
  - 竹早交番（小日向4-1-6）
  - 白山交番（白山2-39-1）
  - 千石一丁目交番（千石1-28-6）
  - 林町交番（千石1-6-12）
  - 東京巨蛋警備派出所（後樂1-3）
- 本富士警察署（本鄉7-1-7）
  - 本鄉交番（本鄉4-2-1）
  - 壱岐坂交番（本鄉1-11-10）
  - 天神町交番（湯島3-26-10）
  - 根津交番（根津1-18-11）
  - 彌生町交番（彌生1-1-1）
- 大塚警察署（音羽2-12-26）
  - 茗荷谷駅前交番（小石川5-5-7）
  - 大塚六丁目交番（文京區大塚5-13-11）
  - 護国寺前交番（大塚5-40-7）
  - 江戸川橋交番（關口1-23-1）
  - 目白台交番（目白台1-16-12）

東京消防廳
- 小石川消防署（白山3-3-1）特別消火中隊、救急隊1
  - 老松出張所（目白台1-20-14）救急隊無
  - 大塚出張所（大塚4-45-14）救急隊1
- 本鄉消防署（本鄉7-1-11）化學機動中隊、救急隊1
  - 駒込出張所（本駒込3-1-7）特別消火中隊、救急隊無
  - 根津出張所（彌生1-2-19）救急隊1

## 醫院
粗字是東京都災害據點醫院指定醫院。
順天堂大學醫學部附屬順天堂醫院
東京醫科牙科大學醫學部附屬醫院
東京醫科牙科大學齒學部附屬醫院
東京大學醫學部附屬醫院
東京都立駒込醫院
日本醫科大學附屬醫院
小石川東京醫院
東京健生醫院
株式會社日立製作所東京日立醫院

## 教育
作为文教首府的文京区除了设有日本的最高学府东京大学以外，其他各类教育机构相对区的规模而言也为数众多。

### 大学・短期大学
国立
- 御茶之水女子大学
- 筑波大学大塚校园
- 东京大学本乡校园
- 东京医科牙科大学

　私立
- 迹见学园女子大学
- 迹见学园女子大学短期大学部
- 顺天堂大学
- 拓殖大学
- 中央大学理工学部校舍
- 放送大學文京學習中心
- 東洋學園大學本鄉校區
- 东洋女子短期大学
- 東洋大學白山校區、白山第2校區
- 贞静学园短期大学
- 日本医科大学（日本醫科大學)
- 日本女子大学
- 文京学院大学（Bunkyo Gakuin University)
- 文京学院短期大学

### 中小学校
文京区内共有小学校24所，其中公立（区立）占20所，私立4所；中学校24所，其中公立（区立）占10所，私立14所；高等学校（高中）27所，其中国立2所（御茶之水女子大学附属高中和筑波大学附属高中），公立（都立）4所，私立占21所。此外，文京区设有三所特别支援学校，分别是筑波大学附属大塚保育学校、筑波大学附属盲人学校和文京盲人学校。

### 其他
文京区内还设有中国国立北京中医药大学日本校以及放送大学学院东京文京学习中心。

## 交通

### 鐵路
區內有6條地鐵路線通過。沒有JR車站，山手線和湘南新宿線（山手貨物線）的軌道在本駒込六丁目一段距離以外通過。不過御茶之水站、水道橋站、飯田橋站、大塚站、巢鴨站、駒込站距離區界不遠，也可使用。
東京地下鐵
- 丸之內線：新大塚站 - 茗荷谷站 - 後樂園站 - 本鄉三丁目站 - 御茶之水站
- 有樂町線：護國寺站 - 江戶川橋站
- 千代田線：千駄木站 - 根津站 - 湯島站
- 南北線：本駒込站 - 東大前站 - 後樂園站

都營地下鐵
- 三田線：千石站 - 白山站 - 春日站 - 水道橋站
- 大江戶線：本鄉三丁目站 - 春日站 - 飯田橋站

### 道路
- 首都高速道路：5號池袋線
- 國道：17號、254號
- 都道

目白通（東京都道8號千代田練馬田無線）
本鄉通（東京都道403號大手町湯島線、東京都道455號本鄉赤羽線）
外堀通（東京都道405號外濠環狀線）
音羽通（東京都道435號音羽池袋線）
千川通、懸鈴木通（東京都道436號小石川西巢鴨線）
不忍通（東京都道437號秋葉原雜司谷線）
團子坂（東京都道452號神田白山線）
春日通(東京都道453號本鄉龜戶線)
道灌山通（東京都道457號駒込宮地線）

## 名所、古蹟、觀光勝地
- 講道館 - 柔道聖地（嘉納治五郎）。
- 蕉雨園 - 田中光顯宅邸古蹟。明治30年建築的貴重建物。現在屬講談社所有。一般非公開。
- 椿山莊 - 都內的代表飯店、日本庭園。
- 東京大學本鄉校區
  - 赤門 - 第11代將軍德川家齊的溶姫嫁給加賀前田家第13代前田齊泰時所建的門。國家重要文化財。
  - 東京大學安田講堂
  - 東京大學三四郎池 - 夏目漱石『三四郎』的舞台。正式名称稱為育德園心字池。
- 東京巨蛋 - 讀賣巨人主場、演唱會場地。
- 東京巨蛋城 - 舊後樂園遊園地
- 文京區役所
- 播磨坂櫻花林
- 谷根千（谷中、根津、千駄木） - 保留舊時風貌的下町地區。

### 美術館、博物館
- 文京故鄉歷史館
- 印刷博物館 - 展示印刷文化。
- 永青文庫 - 展示舊熊本藩主細川家收藏品的私立美術館。
- 八音盒博物館 - 日本最早的八音盒博物館(已於2013閉館)。
- 講談社野間紀念館 - 講談社創始人野間清治的紀念館。
- 竹久夢二美術館 - 展示竹久夢二作品的私立美術館。
- 立原道造紀念館 - 東大彌生門前。詩人、建築家作品展示。
- 東京大學總合研究博物館
- Tokyo Wonder Site - 東京都營運的美術館，以年輕藝術家為主。
- 東洋文庫
- 成川美術館
- 日本足球博物館 - 日本足球協會內。
- 鳩山會館 - 政治家、鳩山家（鳩山一郎、鳩山由紀夫、鳩山邦夫等）的紀念館。
- 三菱史料館（舊岩崎邸） - 喬賽亞·康德（Josiah Conder）設計、三菱財閥創始人岩崎家本邸。
- 彌生美術館 - 大正至昭和初期的抒情畫、雜誌・漫畫等。
- 野球殿堂博物館 - 東京巨蛋內。日本的野球殿堂として知られる。
- 礫川浮世繪美術館 - 展示江戶的風俗繪畫、浮世繪。

### 庭園、公園
- 小石川後樂園 - 水戶德川家泉水庭園（史蹟、名勝）。
- 關口芭蕉庵 - 松尾芭蕉住居。
- 新江戶川公園 - 細川家宅邸。回遊式泉水庭園為主的公園。
- 東京大學大學院理學系研究科附屬植物園（小石川植物園）
- 東京都戰没者靈苑 - 東京都祭祀二戰罹難者的慰靈設施。鄰礫川公園。
- 六義園 - 柳澤吉保打造的庭園。
- 礫川公園 - 小石川台地東端，義大利文藝復興式造園手法的小瀑布。
- 木戶坂 - 木戶孝允別邸跡。当時の庭園が残る。

### 宗教設施、墓地、紀念碑
- 石川啄木終焉の地 - 石碑。小石川図書館に近く、同図書館でパンフレットを配布している。
- 大塚先儒墓所 - 儒葬墓地。江戶時代儒學者埋葬處。
- 小石川大神宮 - 伊勢神宮分社。
- 護國寺 - 德川綱吉之母桂昌院發願建造的寺院。大隈重信、山縣有朋、田中光顯之墓。
- 櫻木神社 - 祭祀學問之神菅原道真的神社。
- 傳通院 - 無量山傳通院壽經寺。德川家康生母傳通院的菩提寺、永井荷風「傳通院」的舞台。
- 東京聖瑪利亞主教座堂 - 天主教東京總教區的主教座堂。建物是丹下健三的代表性建築之一。
- 豐島岡墓地 - 皇族墓地。明治以後的皇族埋葬處。通常不開放。
- 三河稻荷神社 - 德川家康入國時，從三河遷往江戶的神社。
- 湯島聖堂 - 德川五代將軍綱吉建造的孔子廟。昌平坂學問所跡。
- 湯島天満宮 - 祭祀學問之神菅原道真的神社。
- 傳明寺 (文京區) - 通稱藤寺。

## 商業、娛樂

### 飯店、旅館
- 東京巨蛋飯店
- 東京椿山莊大酒店

此外，還有朝陽館、鳳明館、太榮館等旅館。

### 職業棒球隊
- 讀賣巨人（1952年 - ）
- 國鐵燕子（1952年 - 1963年）
- 參議員隊→東急（急映）飛人→東映飛人→日拓房屋飛行者→日本日本火腿鬥士（1952年 - 1953年季中、1964年 - 2003年）
- 每日→大每獵戶星（1952年 - 1962年季中）
- 大映明星→聯合（1952年 - 1957年）

## 名人

### 政治家
田中角榮、田中直紀、田中真紀子、鳩山一郎、鳩山由紀夫、鳩山邦夫

### 文化人
- 大原麗子 - 女演員
- 椎名素夫 - 政治家
- 武滿徹 - 作曲家
- 朝永振一郎 - 1965年諾貝爾物理學獎得主，東京教育大學校長
- 南部陽一郎 - 2008年諾貝爾物理學獎得主，芝加哥大學教授
- 永井荷風 - 小說家
- 18世中村勘三郎 - 歌舞伎役者
- 星新一 - 小說家
- 山田耕筰 - 作曲家（舊本鄉區）
- 大和悠河 - 寶塚歌劇團 宙組 主演男役
- 吉本芭娜娜 - 小說家

## 文京區相關文人
- 有島武郎 - 小說家、詩人
- 石川啄木 - 歌人、詩人、評論家
- 泉鏡花 - 小說家、戯曲、俳人
- 井上圓了 - 哲學者
- 井上哲次郎 - 哲學者、詩人
- 江戶川亂步 - 推理小說家
- 圓地文子 - 小說家
- 尾崎紅葉 - 小說家、俳人
- 河東碧梧桐 - 俳人
- 川端康成 - 小說家
- 菊池寛 - 小說家、劇作家
- 北原白秋 - 詩人、歌人
- 曲亭馬琴 - 戲作者
- 金田一京助 - 言語學者、國語學者
- 幸田露伴 - 小說家、随筆家、考證家
- 小泉八雲 - 英文學者、小說家、随筆家
- 幸田露伴 - 小說家
- 佐藤春夫 - 詩人、小說家、評論家
- 島崎藤村 - 小說家、詩人
- 瀨戶內寂聽 - 小說家
- 高濱虛子 - 俳人、小說家
- 竹久夢二 - 詩人、画家
- 坪内逍遙 - 小說家、評論家、劇作家、英文學者、教育者
- 直木三十五 - 小說家
- 夏目漱石 - 小說家
- 新渡戶稻造 - 農政學者、教育者
- 野口雨情 - 詩人
- 樋口一葉 - 小說家、歌人
- 二葉亭四迷 - 小說家
- 正岡子規 - 俳人、歌人
- 宮澤賢治 - 詩人、童話作家
- 森鷗外 - 小說家、戲曲家、翻譯家、評論家、軍醫